# Cooper MacNeil
Cooper MacNeil, né le 7 septembre 1992 à Hinsdale (Illinois), est un pilote automobile américain. Il a remporté les championnats American Le Mans Series 2012 et American Le Mans Series 2013 dans la catégorie GTC.

## Carrière

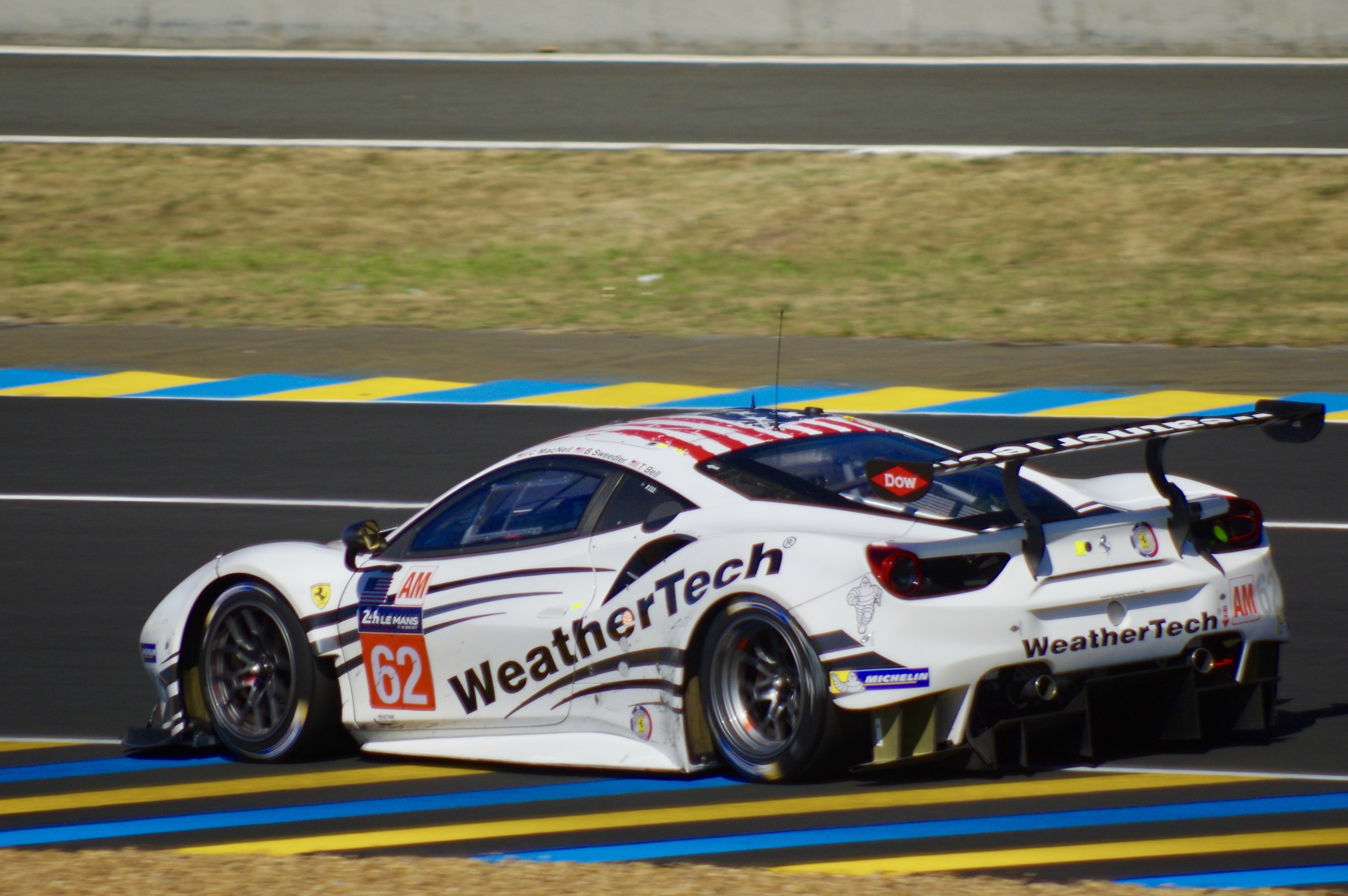
Ferrari 488 GTE no 62 Scuderia Corsa aux 24 Heures du Mans 2017

En 2017, Cooper MacNeil participe au championnat United SportsCar Championship avec l'écurie Riley Motorsports - WeatherTech Racing dans la catégorie GTD avec la Mercedes-AMG GT3 no 50. Malgré une victoire aux Grand Prix Long Beach, les résultats de l'écurie étaient décevants pour cause de Balance of Power non favorable. À partir de Road America, l'écurie changea de voiture pour faire rouler une Porsche 911 GT3 R sans améliorer ses performances. Il participa également aux 24 Heures du Mans avec la Ferrari 488 GTE de l'écurie américaine Scuderia Corsa. Cela a été la troisième participa de Cooper MacNeil à la classique mancelle. Avec ses copilotes Townsend Bell et Bill Sweedler, il réalisa 331 tours et se classa 3e en LM GTE Am, meilleure performance de Cooper MacNeil à ce jour dans cette épreuve.
Pour 2018, après une décevante année 2017, l'écurie Scuderia Corsa a confirmé Cooper MacNeil en tant que pilote de leur nouvelle Ferrari 488 GT3 no 63. Durant la saison, il a eu 5 copilotes différents mais il partagea le volant de la voiture principalement avec Gunnar Jeannette. Il réalisa l'une de ses meilleures saisons en United SportsCar Championship en gagnant le Petit Le Mans, en montant sur la seconde marche du podium aux 12 Heures de Sebring et sur la troisième marche du podium au Northeast Grand Prix et au GT Challenge at VIR. Il participa également aux 24 Heures du Mans avec l'écurie anglaise JMW Motorsport, partenaire du Scuderia Corsa pour cette épreuve. Cela a été la quatrième participa de Cooper MacNeil à la classique mancelle. Avec ses copilotes Liam Griffin (en) et Jeff Segal, il réalisa 332 tours et se classa 5e en LM GTE Am.
Pour 2019, l'écurie Scuderia Corsa a de nouveau confirmé Cooper MacNeil en tant que pilote de leur Ferrari 488 GT3 no 63. Il est épaulé pour cette saison par l'expérimenté pilote d'usine Ferrari Toni Vilander. L'écurie Scuderia Corsa, en tant que vainqueur du trophée Jim Trueman 2018, dispose d'une invitation automatique pour les 24 Heures du Mans. Cooper MacNeil participera donc à ses cinquièmes 24 Heures du Mans.

## Palmarès

### Résultats aux 24 Heures du Mans

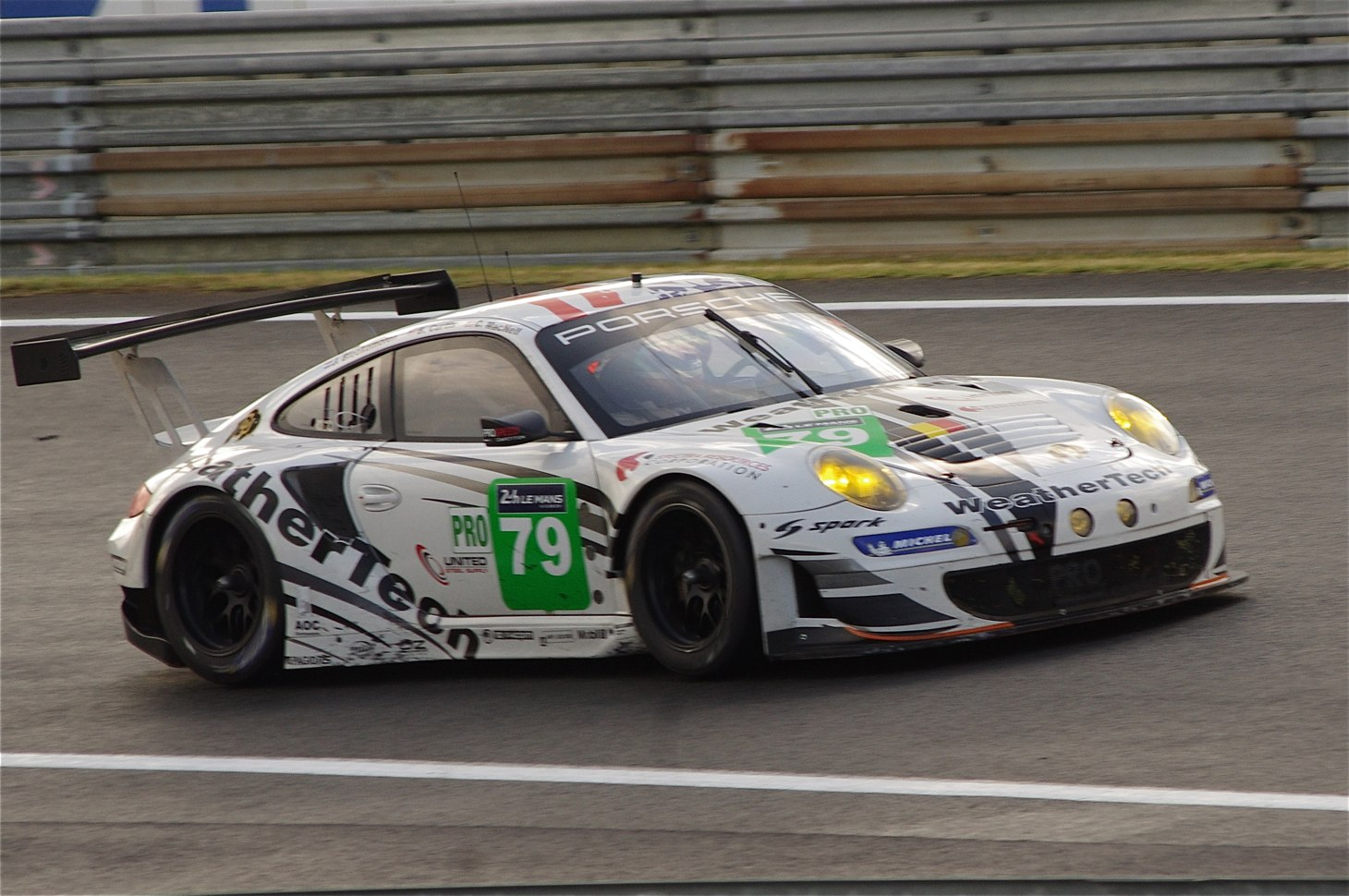
Porsche 911 GT3 RSR no 79 de l'écurie Prospeed Competition aux 24 Heures du Mans 2014

| Année | Équipe               | Coéquipiers                     | Voiture                     | Classe  | Tours | Pos. | Class Pos. |
| ----- | -------------------- | ------------------------------- | --------------------------- | ------- | ----- | ---- | ---------- |
| 2013  | Larbre Compétition   | Manuel Rodrigues Philippe Dumas | Chevrolet Corvette C6.R ZR1 | GTE Am  | 268   | 41e  | 11e        |
| 2014  | Prospeed Competition | Jeroen Bleekemolen              | Porsche 911 GT3 RSR (997)   | GTE Pro | 319   | 33e  | 5e         |
| 2017  | Scuderia Corsa       | Townsend Bell Bill Sweedler     | Ferrari 488 GTE             | GTE Am  | 366   | 29e  | 3e         |
| 2018  | JMW Motorsport       | Liam Griffin (en) Jeff Segal    | Ferrari 488 GTE             | GTE Am  | 332   | 30e  | 5e         |
| 2019  | Wheathertech Racing  | Toni Vilander Robert Smith      | Ferrari 488 GTE             | GTE Am  | 333   | 33e  | 3e         |

### Championnat WeatherTech SportsCar
| Année | Ecurie                                 | Châssis                | Moteur                        | Classe | 1       | 2      | 3     | 4     | 5      | 6     | 7      | 8      | 9     | 10    | 11    | 12     | Position | Points |
| ----- | -------------------------------------- | ---------------------- | ----------------------------- | ------ | ------- | ------ | ----- | ----- | ------ | ----- | ------ | ------ | ----- | ----- | ----- | ------ | -------- | ------ |
| 2014  | Alex Job Racing                        | Porsche 911 GT America | Porsche 4,0 L Flat-6 Atmo     | GTD    | DAY 8   | SEB 4  | LGA 4 | BEL 5 | WGL 12 | MOS 5 | IMS 5  | ELK 2  | VIR 5 | AUS 5 | ATL 8 |        | 3e       | 295    |
| 2015  | Alex Job Racing                        | Porsche 911 GT America | Porsche 4,0 L Flat-6 Atmo     | GTD    | DAY 2   | SEB 7  | LBH 7 | LGA 4 | WGL 5  | MOS 7 | ELK 7  | VIR 6  | AUS 9 | ATL 8 |       |        | 7e       | 262    |
| 2016  | Alex Job Racing                        | Porsche 911 GT3 R      | Porsche 4,0 L Flat-6 Atmo     | GTD    | DAY 13  | SEB 5  | LGA 8 | BEL 7 | WGL 5  | MOS 7 | LIM 9  | ELK 11 | VIR   | AUS   | ATL   |        | 12e      | 190    |
| 2017  | Riley Motorsports - WeatherTech Racing | Mercedes-AMG GT3       | Mercedes-AMG M159 6,2 L V8    | GTD    | DAY 21  | SEB 21 | LBH 1 | AUS 6 | BEL 12 | WGL 4 | MOS 11 | LIM 10 |       |       |       |        | 11e      | 254    |
| 2017  | Riley Motorsports - WeatherTech Racing | Porsche 911 GT3 R      | Porsche 4,0 L Flat-6 Atmo     | GTD    |         |        |       |       |        |       |        |        | ELK 9 | VIR 6 | LGA 6 | ATL 17 | 11e      | 254    |
| 2018  | Scuderia Corsa                         | Ferrari 488 GT3        | Ferrari F154CB 3,9 L Turbo V8 | GTD    | DAY 10  | SEB 2  | MOH 8 | BEL 5 | WGL 7  | MOS 8 | LIM 3  | ELK 3  | VIR 4 | LGA 8 | ATL 1 |        | 4e       | 295    |
| 2019  | Scuderia Corsa                         | Ferrari 488 GT3        | Ferrari F154CB 3,9 L Turbo V8 | GTD    | DAY 231 | SEB 3  |       |       |        |       |        |        |       |       |       |        | 10e*     | 38*    |

N.B. * Saison en cours. Les courses en " gras  'indiquent une pole position, les courses en "italique" indiquent le meilleur tour de course.
1 À l'origine 14e de la catégorie, il est rétrogradé après avoir enfreint les règles relatives au temps de conduite minimal.